# Himascelis turgidus
Himascelis turgidus is een keversoort uit de familie harige schimmelkevers (Cryptophagidae). De wetenschappelijke naam van de soort werd in 1999 gepubliceerd door Lyubarsky.